# 門羅鎮區 (密蘇里州門羅縣)
門羅鎮區（英語：Monroe Township）是位於美國密蘇里州門羅縣的一個行政鎮區。

## 地方資料
門羅鎮區的面積為102.31平方千米，當中陸地面積為99.67平方千米，而水域面積為2.64平方千米。根據2020年美國人口普查的數據，當地共有人口2492人，而人口密度為每平方千米24.36人。